# Взрыв башен Хобар
Взрыв башен Хобар — террористическая атака в жилом комплексе в городе Эль-Хубар, произошедшая 25 июня 1996 года, недалеко от штаб-квартиры национальной нефтяной компании Saudi Aramco в Дахране и рядом с авиабазой имени короля Абдулазиза. В то время башни Хобар использовались для размещения сил коалиции, задействованных в операции «Южный дозор» — воздушной операции по обеспечению бесполётной зоны на юге Ирака, как часть политики бесполётных зон над Ираком.
В результате атаки был подорван заминированный автомобиль, припаркованный рядом со зданием № 131 — восьмиэтажной конструкцией, где проживали военнослужащие ВВС США из 4404-го временного крыла, в основном из спасательной эскадрильи и эскадрильи поддержки. В результате погибли 19 военнослужащих ВВС и граждане Саудовской Аравии, а также не менее 498 человек различных национальностей получили ранения.
В официальном заявлении правительства США от 25 июня 1996 года ответственность за теракт была возложена на членов организации Хизбалла аль-Хиджаз.
В 2006 году американский суд признал Иран и Хизболлу виновными в организации нападения.